# Al Treisprezecelea an
Al Treispezecelea an este al optulea film original Disney Channel. A fost lansat pe data de 15 Mai 1999 și este o amestecare între comedie și imaginație. Filmul a fost regizat de Duwayne Dunham care a făcut și alte filme pentru copii cum ar fi Little Giants și Orașul Halloween.

## Plot
Chez Starbuck este un băiat adoptat,Cody Griffin, care locuiește în orașul Mahone Bay. Cody a fost lăsat de părinții lui pe barcă, fiind luat de niște străini de când era bebelus, care au decis să îl adopte. Cody este un bun înotător în orașul lui, fiind plăcut e o fată pe nume Sam. Filmul începe cu o mare competiție de înot, iar Cody a ieșit pe locul doi în spatele rivalului lui Sean. Următoarea zi este ziua de naștere a lui Cody, unde își fac prieteni ca Jess,tocilarul clasei (care devine partenerul de biologie apoi). După ziua de treisprezece ani a lui Cody, el începe să aibă niște simptome ciudate. Când se trezește dimineața, el se duce să oprească alarma și se curentează. Crezând că a fost doar o greșeală, Cody coboară jos și începe să bea suc de portocale, iar după mâna lui este blocată în container, dar într-un final reușește să scape. După ce acceptă să îl ajute pe Jess să învețe să înoate, Cody observă că îi apare solzi pe mână și degete. 
După, Cody se uită la palmele lui, dar apoi solzii au dispărut. Jess decide să facă câteva teste ca să afle ce s-a întâmplat cu el. El află că băiatul poate genera electricitate, să urce pe pereți, să vorbească cu pești, să înoate foarte repede, iar câteodată când se udă îi apar solzi pe mână și brațe. Eventual, el ajunge la concluzia că se transformă într-un siren. Părinții lui Cody decid să nu se ducă la concursul de înot (pentru a-l proteja și ca nimeni să nu vadă). Cu toate astea, el decide să meargă. El câștigă competiția și depășește un record statal, dar rivalul lui Cody observă că nu mai e un om. Cody este forțat să se ascundă folosind abiliatea lui de a putea urca pe pereți. Suspectând ceva, Jess se uită pe o carte, și află că copii sireni pot să trăiască pe pâmânt până la pubertate, iar atunci el este forțat să se ducă în apă. 
Cody îi arată ce a pățit iubitei sale, Sam. La sfârșit își ia revedere, picioarele lui se transformă într-o coadă, iar apoi pleacă la mama sa din apă, promițându-i că se va întoarce înapoi pe pământ când începe școala.

## Actori
- Chez Starbuck - Cody Griffin
- Justin Jon Ross - Jess Wheatley
- Courtnee Draper - Sam
- Brent Briscoe - Big John Wheatley
- Tim Redwine - Sean Marshall
- Dave Coulier - Whit Griffin
- Lisa Stahl - Sharon Griffin (ca Lisa Stahl Sullivan)
- Brian Haley - Coach
- Karen Maruyama - Mrs. Nelson
- Regan Burns - Joe
- Joel McKinnon Miller - Hal
- Richard Tanner - Doctor Schwartz
- Cameron Curtis - Todd
- Craig Hauer - Zach
- Sarah Elizabeth Combs - Heather
- Stephanie Chantel Durelli - Sirenă
- Brian Palermo - Înotător #1
- Carl Reggiardo - Înotător #2
- Maliabeth Johnson - O fată
- Lauren Eckstrom - O fată
- David Reivers - Profesor de Matematică
- Vincent Bowman - Cel care face probleme
- Anna Berger - Turist
- Kristen Stewart -Girl (non-speaking)